# 네미시스 3
네미시스 3(Nemesis III: Prey Harder)는 미국에서 제작된 앨버트 파이언 감독의 1996년 액션, 스릴러, SF 영화이다. 수 프라이스 등이 주연으로 출연하였고 톰 카르노브스키 등이 제작에 참여하였다.

## 출연

### 주연
- 수 프라이스
- 팀 토머슨

### 조연
- 노버트 와이저
- 자비에 드크리
- 샤론 브루뉴
- 데비 머글리
- 얼 화이트
- 존 H. 앱스타인
- 채드 스타헬스키
- 카렌 스투데르
- 자히 J.J. 주리
- 쉘톤 베일리
- 신쿼 글렌디
- 레너드 맥켄지
- 릭 월리스
- 케네스 살라드
- 존 존스
- 스티븐 이스터스
- 다릴 하든
- 제리 리

## 제작진
- 원조: 레베카 찰스
- Line PD: 제시카 G. 버딘
- 의상: 쉘리 보이스
- 배역: 제시카 G. 버딘